# Duwet Krajan
Duwet Krajan is een bestuurslaag in het regentschap Malang van de provincie Oost-Java, Indonesië. Duwet Krajan telt 4308 inwoners (volkstelling 2010).